# 209. strelska divizija (ZSSR)
209. strelska divizija (izvirno rusko . стрелковая дивизия; kratica 209. SD) je bila strelska divizija Rdeče armade v času druge svetovne vojne.

## Zgodovina
Divizija je bila ustanovljena leta 1944.